# Rally van Bulgarije
De Rally van Bulgarije, formeel bekend als Rally Bulgaria, is een rallyevenement gehouden in Bulgarije. In het 2010 seizoen stond de rally op de kalender van het wereldkampioenschap rally, nadat het voorheen lange tijd een ronde is geweest van het Europees rallykampioenschap. De start en finish was destijds in Borovets en voorheen Albena. Hierna was het nog tot en met 2012 een EK-ronde.

## Lijst van winnaars

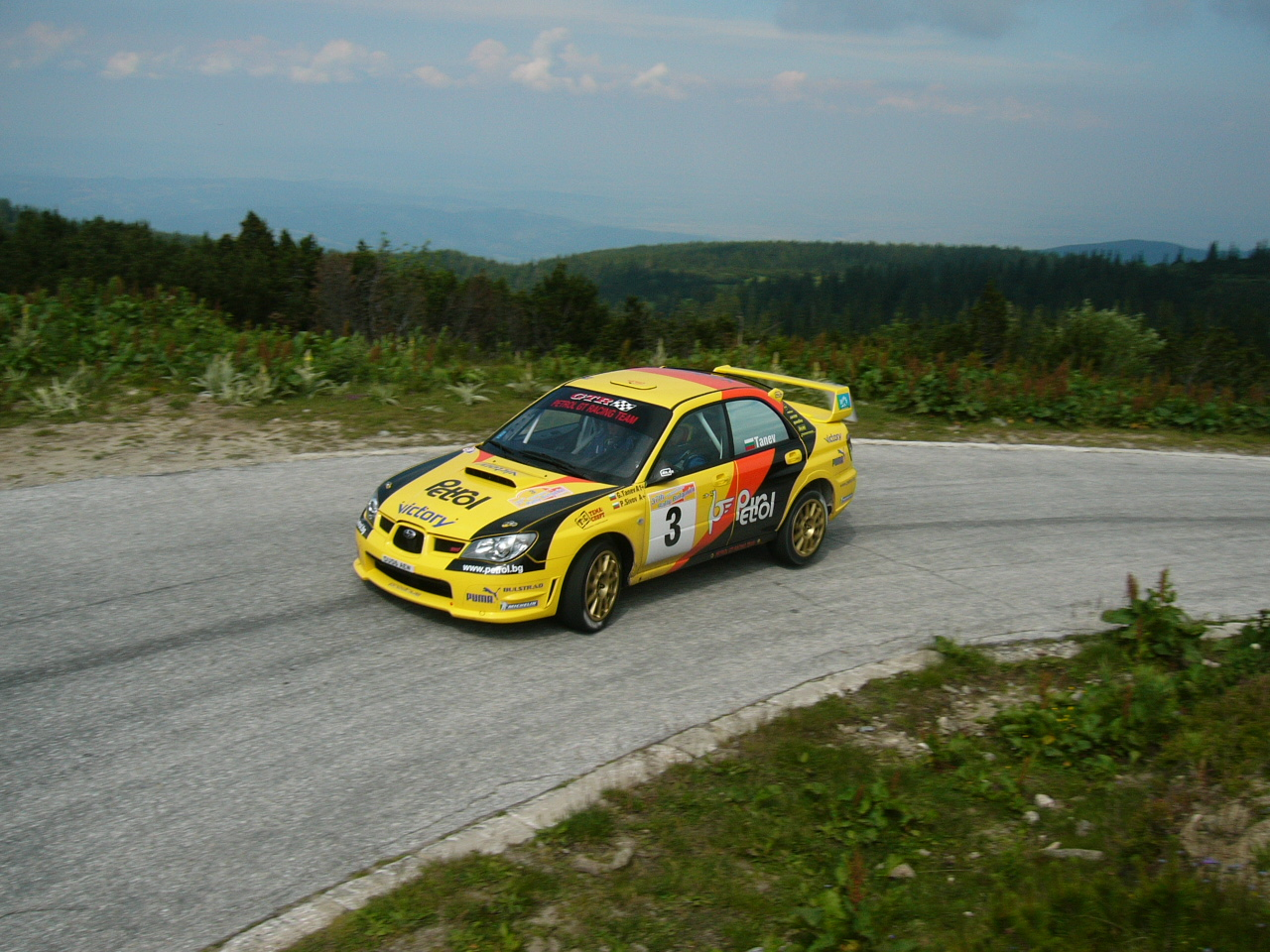
Een lokale deelnemer aan de rally in 2006

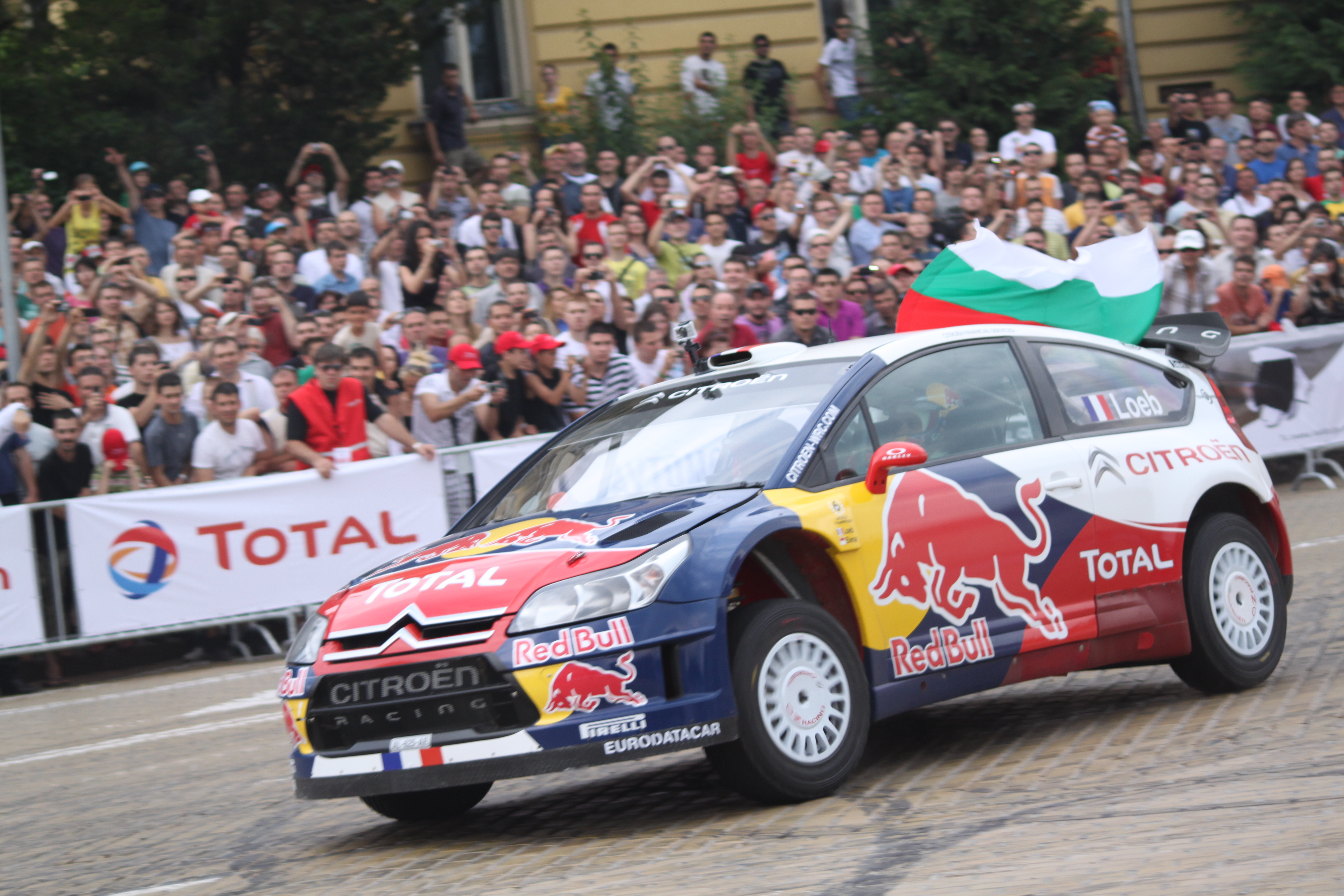
Sébastien Loeb won de eerste en enige WK-editie van het evenement, in 2010

| Editie | Seizoen | Rijder               | Navigator           | Auto                           |
| ------ | ------- | -------------------- | ------------------- | ------------------------------ |
| 48     | 2017    | Yagiz Avci           | Bahadir Gücenmez    | Peugeot 208 T16                |
| 47     | 2016    | Rashid Al-Ketbi      | Karina Hepperle     | Škoda Fabia R5                 |
| 46     | 2015    | Murat Bostanci       | Onur Vatansever     | Ford Fiesta R5                 |
| 45     | 2014    | Krum Donchev         | Petar Yordanov      | Ford Fiesta R5                 |
| 44     | 2013    | Oleksandr Saliuk jr. | Yevgen Chervonenko  | Škoda Fabia S2000              |
| 43     | 2012    | Dimitar Iliev        | Yanaki Yanakiev     | Škoda Fabia S2000              |
| 42     | 2011    | Luca Rossetti        | Matteo Chiarcossi   | Fiat Abarth Grande Punto S2000 |
| 41     | 2010    | Sébastien Loeb       | Daniel Elena        | Citroën C4 WRC                 |
| 40     | 2009    | Giandomenico Basso   | Mitia Dotta         | Fiat Abarth Grande Punto S2000 |
| 39     | 2008    | Krum Donchev         | Stoyko Valchev      | Peugeot 207 S2000              |
| 38     | 2007    | Dimitar Iliev        | Yanaki Yanakiev     | Mitsubishi Lancer Evo IX       |
| 37     | 2006    | Giandomenico Basso   | Mitia Dotta         | Fiat Abarth Grande Punto S2000 |
| 36     | 2005    | Giandomenico Basso   | Mitia Dotta         | Fiat Punto S1600               |
| 35     | 2004    | Luca Pedersoli       | Daniele Vernucchio  | Peugeot 306 Maxi               |
| 34     | 2003    | Bruno Thiry          | Jean-Marc Fortin    | Peugeot 206 WRC                |
| 33     | 2002    | Leszek Kuzaj         | Erwin Mombaerts     | Toyota Corolla WRC             |
| 32     | 2001    | Armin Kremer         | Fred Berßen         | Toyota Corolla WRC             |
| 31     | 2000    | Bruno Thiry          | Stéphane Prévot     | Citroën Xsara Kit Car          |
| 30     | 1999    | Enrico Bertone       | Nicola Arena        | Renault Mégane Maxi            |
| 29     | 1998    | Alex Fiorio          | Nadia Mazzon        | Ford Escort RS Cosworth        |
| 28     | 1997    | Krzysztof Hołowczyc  | Maciej Wisławski    | Subaru Impreza 555             |
| 27     | 1996    | Enrico Bertone       | Max Chiapponi       | Ford Escort RS Cosworth        |
| 26     | 1995    | Enrico Bertone       | Max Chiapponi       | Toyota Celica Turbo 4WD        |
| 25     | 1994    | Patrick Snijers      | Dany Colebunders    | Ford Escort RS Cosworth        |
| 24     | 1993    | César Baroni         | Hérve Sauvage       | Lancia Delta HF Integrale      |
| 23     | 1992    | Erwin Weber          | Manfred Hiemer      | Mitsubishi Galant VR-4         |
| 22     | 1991    | Piero Liatti         | Luciano Tedeschini  | Lancia Delta Integrale 16V     |
| 21     | 1990    | Fabrizio Tabaton     | Maurizio Imerito    | Lancia Delta Integrale 16V     |
| 20     | 1989    | Robert Droogmans     | Ronny Joosten       | Ford Sierra RS Cosworth        |
| 19     | 1988    | Fabio Arletti        | Leonardo Julli      | Lancia Delta HF 4WD            |
| 18     | 1987    | Patrick Snijers      | Dany Colebunders    | Lancia Delta HF 4WD            |
| 17     | 1986    | Beny Fernández       | José López Orozco   | Opel Manta 400                 |
| 16     | 1985    | Dario Cerrato        | Giuseppe Cerri      | Lancia Rally 037               |
| 15     | 1984    | Carlo Capone         | Sergio Cresto       | Lancia Rally 037               |
| 14     | 1983    | Antonio Zanini       | Pedro Garcia        | Talbot Sunbeam Lotus           |
| 13     | 1982    | Andrea Zanussi       | Arnaldo Bernacchini | Fiat 131 Abarth                |
| 12     | 1981    | Adartico Vudafieri   | Arnaldo Bernacchini | Fiat 131 Abarth                |
| 11     | 1980    | Antonio Zanini       | Jordi Sabater       | Porsche 911 SC                 |
| 10     | 1979    | Antonio Zanini       | Juan Petisco        | Fiat 131 Abarth                |
| 9      | 1978    | Franz Wittmann       | Helmut Deimel       | Opel Kadett GT/E               |
| 8      | 1977    | Reiner Alterheimer   | Horwik Dieter       | Porsche Carrera RS             |
| 7      | 1976    | Andrzej Jaroszewicz  | Bruno Scabini       | Lancia Stratos HF              |
| 6      | 1975    | Fulvio Bacchelli     | Bruno Scabini       | Lancia Stratos HF              |
| 5      | 1974    | Attila Ferjancz      | Jeno Zsemberi       | Renault 12 Gordini             |
| 4      | 1973    | Sergio Barbasio      | Luigi Macaluso      | Fiat Abarth 124 Rallye         |
| 3      | 1972    | Sobieslaw Zasada     | Richard Ziskowski   | Porsche 911                    |
| 2      | 1971    | Ilia Tchoubrikov     | Kolio Tchoubrikov   | Alpine-Renault A110 1600       |
| 1      | 1970    | Reiner Alterheimer   | Hellenz Koller      | Porsche 911                    |